# Jean-René de Fournoux

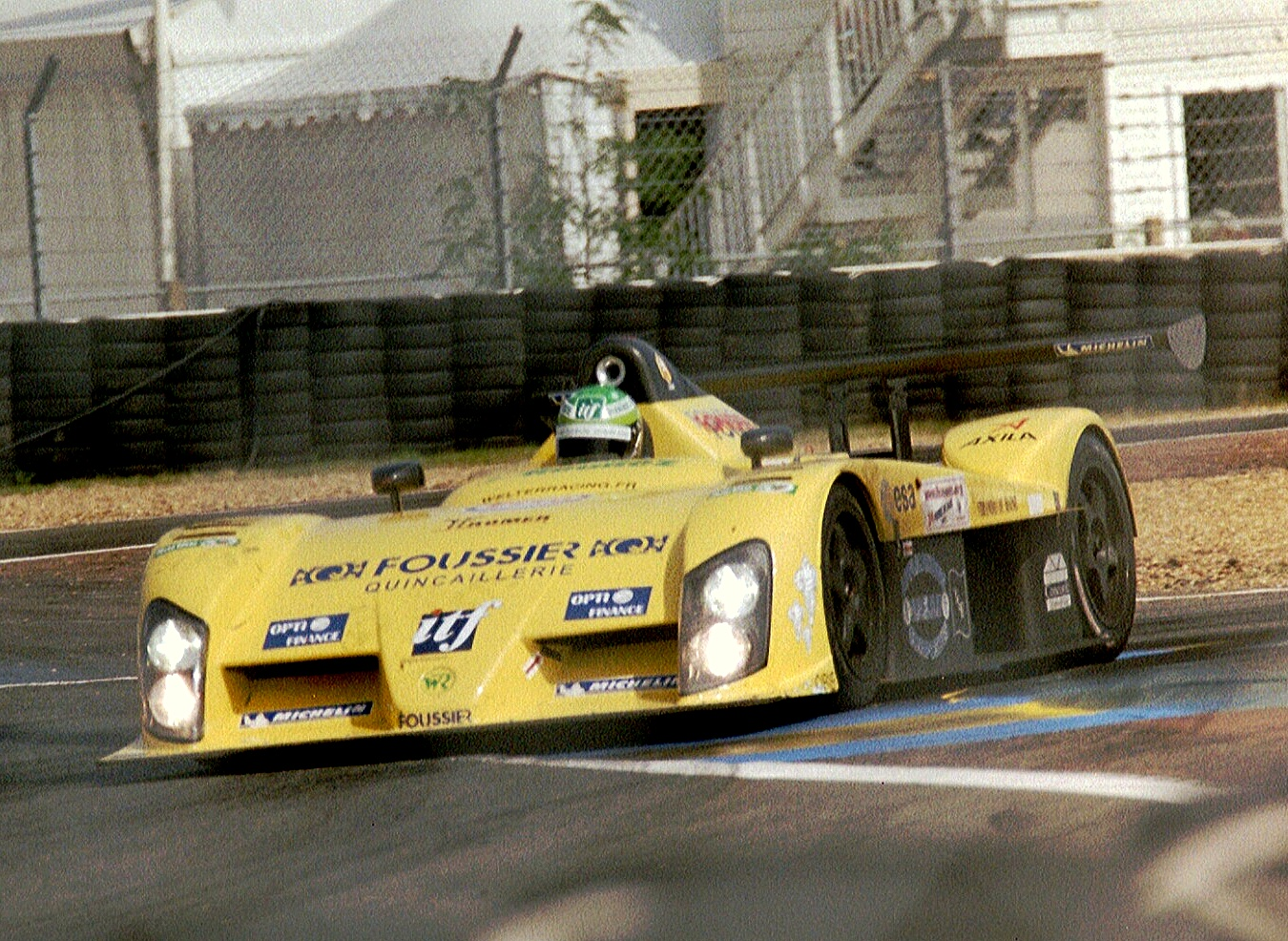
Der WR LMP02 von Bastien Brière, Jean-René de Fournoux und Stéphane Daoudi beim 24-Stunden-Rennen von Le Mans 2003

Jean-René de Fournoux (* 24. März 1978 in Marseille) ist ein französischer Unternehmer und ehemaliger Autorennfahrer.

## Karriere als Rennfahrer
Die Karriere von Jean-René de Fournoux begann in den 1980er-Jahren im Kartsport. 1996 wechselte er in die Formel-Renault-Campus-Meisterschaft, die er 1997 als Gesamtzweiter beendete. 1998 wechselte er in die Formel Renault. In der französischen Meisterschaft war seine beste Platzierung im Jahresklassement der achte Rang 1999.
2001 wechselte er in den GT- und Sportwagensport und gab in diesem Jahr sein Debüt beim 24-Stunden-Rennen von Le Mans. Zweimal in Folge wurde er am Ende des Rennens Zweiter in der LMP675-Klasse, 2001 mit Yōjirō Terada und Stéphane Daoudi im WR LMP01 (Klassensieger Jordi Gené/Jean-Denis Delétraz/Pascal Fabre auf Reynard 2KQ-LM), 2002 mit Jean-Bernard Bouvet und Daoudi im WR LM2001 (Klassensieger Jean-Denis Delétraz/Christophe Pillon/Walter Lechner junior auch auf einem Reynard 2KQ-LM). Bei den weiteren fünf Einsätzen fiel er jedes Mal aus.
Ende 2006 beendete er seine professionelle Karriere. 2011 kehrte er für einige Jahre in den Rennsport zurück und fuhr bis Ende 2015 Rennen in der V de V Challenge Endurance Series.

## Unternehmer
Jean-René de Fournoux betreibt unter dem Namen DEFOURNOUX évènementiel ein Unternehmen, das Rennfahrzeuge für französische Cup-Meisterschaften vermietet und verkauft.

## Statistik

### Le-Mans-Ergebnisse
| Jahr | Team                    | Fahrzeug               | Teamkollege         | Teamkollege          | Platzierung     | Ausfallgrund     |
| ---- | ----------------------- | ---------------------- | ------------------- | -------------------- | --------------- | ---------------- |
| 2001 | Gérard Welter           | WR LMP01               | Yōjirō Terada       | Stéphane Daoudi      | Rang 19         |                  |
| 2002 | Gérard Welter           | WR LM2001              | Jean-Bernard Bouvet | Stéphane Daoudi      | Rang 20         |                  |
| 2003 | Gérard Welter           | WR LMP02               | Bastien Brière      | Stéphane Daoudi      | Ausfall         | Motorschaden     |
| 2004 | JMB Racing              | Ferrari 360 Modena GTC | Jaime Melo          | Stéphane Daoudi      | Ausfall         | Kraftübertragung |
| 2005 | JMB Racing              | Ferrari 575 GTC        | Jim Matthews        | Stéphane Daoudi      | Ausfall         | Motorschaden     |
| 2006 | T2M Motorsports         | Porsche 911 GT3 RS     | Yutaka Yamagishi    | Miroslav Konôpka     | Ausfall         | kein Benzindruck |
| 2011 | Extrême Limite AM Paris | Norma M200P            | Fabien Rosier       | Philippe Haezebrouck | nicht klassiert |                  |

### Sebring-Ergebnisse
| Jahr | Team          | Fahrzeug | Teamkollege     | Teamkollege | Platzierung | Ausfallgrund |
| ---- | ------------- | -------- | --------------- | ----------- | ----------- | ------------ |
| 2002 | Welter Racing | WR LMP   | Stéphane Daoudi | A. J. Smith | Ausfall     | Motorschaden |